# Masaharu Suzuki
Masaharu Suzuki (鈴木 正治 Suzuki Masaharu?,  nacido el 3 de agosto de 1970 en Yaizu, Shizuoka) es un exfutbolista japonés que se desempeñaba como defensa.
Suzuki jugó 2 veces para la selección de fútbol de Japón entre 1995 y 1996.

## Trayectoria

### Clubes
| Club                 | País  | Año         |
| -------------------- | ----- | ----------- |
| Yokohama Marinos     | Japón | 1989 - 1997 |
| Nagoya Grampus Eight | Japón | 1997 - 1998 |

### Selección nacional
| Selección | País  | Año         |
| --------- | ----- | ----------- |
| Absoluta  | Japón | 1995 - 1996 |

## Estadística de equipo nacional
| Selección de Japón | Selección de Japón | Selección de Japón |
| Año                | Part.              | Goles              |
| ------------------ | ------------------ | ------------------ |
| 1995               | 1                  | 0                  |
| 1996               | 1                  | 0                  |
| Total              | 2                  | 0                  |

## Palmarés

### Títulos nacionales
| Título                   | Club                | País  | Año       |
| ------------------------ | ------------------- | ----- | --------- |
| Copa Japan Soccer League | Nissan Motors       | Japón | 1989      |
| Copa del Emperador       | Nissan Motors       | Japón | 1989      |
| Japan Soccer League      | Nissan Motors       | Japón | 1989-1990 |
| Copa Japan Soccer League | Nissan Motors       | Japón | 1990      |
| Copa del Emperador       | Nissan Motors       | Japón | 1991      |
| Copa del Emperador       | Nissan Motors       | Japón | 1992      |
| J1 League                | Yokohama F. Marinos | Japón | 1995      |

### Distinciones individuales
| Distinción        | Año  |
| ----------------- | ---- |
| J. League Best XI | 1995 |